# يونيس روزين
يونيس روزين (بالإنجليزية: Eunice Rosen)‏ هي لاعبة الجسر ‏ أمريكية، ولدت في 6 سبتمبر 1930.